# Malé (Brtnice)
Malé (německy Kleinhöf) je vesnice ležící 5 km severovýchodně od města Brtnice, pod které náleží. Nachází se v okrese Jihlava v Kraji Vysočina. V osadě žije 45 obyvatel v 23 stále obývaných domech a 9 neobývaných z části sloužících k rekreaci. K Malému náleží osada Doubkov (Viďourkův mlýn na řece Brtničce) trvale neobývaný, slouží však k rekreaci.

## Název
Název se vyvíjel od varianty Vmalego (1234), de Maleho (1360), Malcz (1371), Maley (1528), Maly (1590), Mallentz (1678, 1718), Malentz (1720), Mally (1751), Maly a Malinz (1846), Maly a Malé (1872) až k podobě Malé v letech 1881 a 1924. Místní jméno je odvozeno od přídavného jména malý.

## Historie
První písemná zmínka o osadě pochází ze dne 31. října 1234 z darovací listiny klášteru Cisterciánek v Tišnově zároveň s osadou Doubkov, Vyhnanov, Brtnicí a okolními vesnicemi. Osadu Vyhnanov jihozápadně nad osadou Malé čas dění vymazal v zapomnění a z Doubkova se do dnešní doby zachoval jen mlýn a jedno stavení.
Po proudu řeky Brtničky asi 2 km od osady leží zřícenina hradu Rokštejna, spjatého s historií rodu Valdštejnů města Jihlavy a Brtnice. Stojí na skalnatém ostrohu nad říčkou Brtničkou, před jejím soutokem s řekou Jihlavou. Hrad původně sloužil k ochraně obchodní stezky z Moravy do Čech. Pak se jeho původní určení změnilo, začal být na obtíž městu Jihlavě a byl vypálen. Zřícenina hradu je v současné době v záchranném archeologickém výzkumu.
V letech 1869–1988 byla vesnice osadou Panské Lhoty, 1. ledna 1989 se stala místní částí Brtnice.

## Přírodní poměry
Malé leží v okrese Jihlava v Kraji Vysočina. Nachází se 2 km severozápadně od Panské Lhoty a 4 km severovýchodně od Brtnice. Geomorfologicky je oblast součástí Česko-moravské subprovincie, konkrétně Křižanovské vrchoviny a jejího podcelku Brtnická vrchovina, v jehož rámci spadá pod geomorfologický okrsek Puklická pahorkatina. Průměrná nadmořská výška činí 520 metrů. Nejvyšší bod, Výrova skála (585 m n. m.), leží v jihozápadní části území. Západní a severní hranici území tvoří řeka Brtnice, do níž se na severu zprava vlévá potok Stávek protékající Malým. Část území přírodní rezervace Údolí Brtnice zasahuje i do katastru Malého. V polích jako hraniční při rozdělování pozemku (od roku 1809 bývalý Kourkův grunt) stojí památná lípa.

## Obyvatelstvo
Podle sčítání 1930 zde žilo v 26 domech 160 obyvatel. 160 obyvatel se hlásilo k československé národnosti. Žilo zde 153 římských katolíků a 7 evangelíků.
| Rok            | 1869 | 1880 | 1890 | 1900 | 1910 | 1921 | 1930 | 1950 | 1961 | 1970 | 1980 | 1991 | 2001 | 2011 |
| -------------- | ---- | ---- | ---- | ---- | ---- | ---- | ---- | ---- | ---- | ---- | ---- | ---- | ---- | ---- |
| Počet obyvatel | 172  | 172  | 185  | 148  | 166  | 161  | 160  | 145  | 146  | 111  | 77   | 42   | 38   | 45   |

## Hospodářství a doprava
Obcí prochází silnice III. třídy č. 4034. Dopravní obslužnost zajišťuje dopravce ICOM transport. Autobusy jezdí ve směrech Jihlava, Brtnice a Dolní Smrčné.

## Školství, kultura a sport
Zdejší děti dojíždění do základní školy v Brtnici. Působí zde Sbor dobrovolných hasičů Malé.